# Гу Бэйбэй
Гу Бэйбэ́й (кит. упр. 顾贝贝, пиньинь Gù Bèibèi, род. 25 ноября 1980 года в Пекине) — китайская спортсменка, занимающаяся синхронным плаванием.
Гу Бэйбэй начала заниматься синхронным плаванием в 1988 году. В 1989 году вошла в сборную Пекина и стала тренироваться под руководством тренера Янь Лихэна (кит. 严厉恒). В 1997 и 2001 годах выигрывала Всекитайские спартакиады. В 2002 году на XIV Азиатских играх в Пусане, выступая в дуэте с Чжан Сяохуань, завоевала серебряную медаль. В 2006 году на XV Азиатских играх в Дохе Гу Бэйбэй завоевала золотую медаль в составе команды.
Гу Бэйбэй впервые представляла Китай на Олимпийских играх 2004 года в Афинах, выступая в дуэте с Чжан Сяохуань, но не смогла тогда пробиться в финал. На Олимпийских играх 2008 года в Пекине она стала бронзовой призёркой в командных выступлениях.